# Antiguo Oriente Próximo

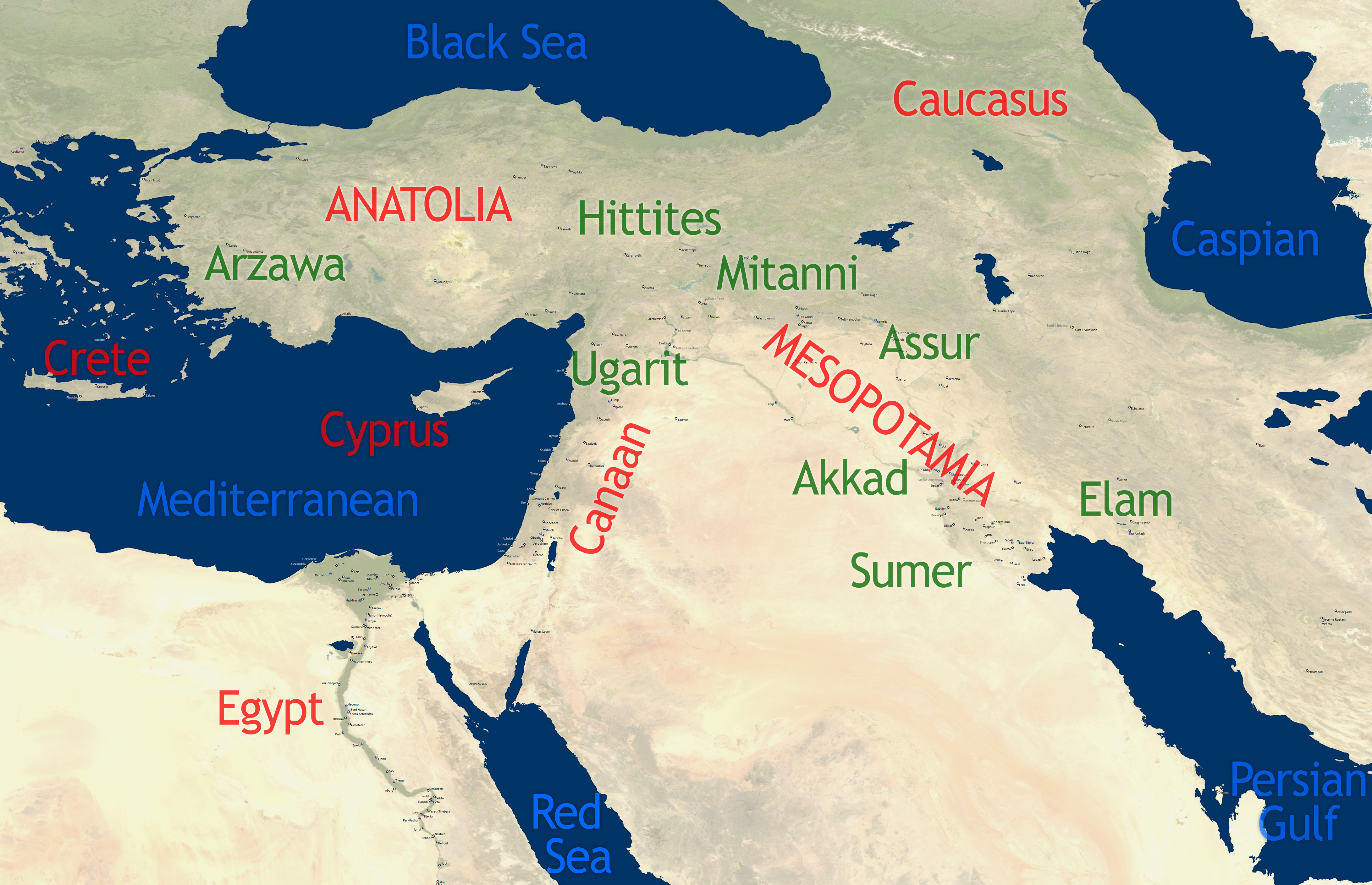

El Antiguo Oriente Próximo, a veces llamado erróneamente Antiguo Oriente, es el término utilizado para denominar las zonas de Asia occidental y noreste de África en donde florecieron civilizaciones de la antigüedad; esta región se denomina generalmente Oriente Próximo o Medio Oriente. Para la misma región, Vere Gordon Childe acuñó la denominación Creciente Fértil, al definirla como la zona donde surgió primero la Revolución neolítica (VIII milenio a. C.) y posteriormente la Revolución urbana (IV milenio a. C.). Son los actuales países de Irak, parte de Irán, parte de Turquía, Siria, Líbano, Chipre, Israel, Grecia(Creta) , Palestina, Jordania, Arabia y Egipto. Cronológicamente, se entiende como un periodo que va desde el inicio de las civilizaciones históricas en torno al IV milenio a. C. (en esta zona la aparición de la escritura, las ciudades y los templos es simultánea a la Edad del Bronce) hasta la expansión del Imperio aqueménida en el siglo VI a. C.

## Uso del término

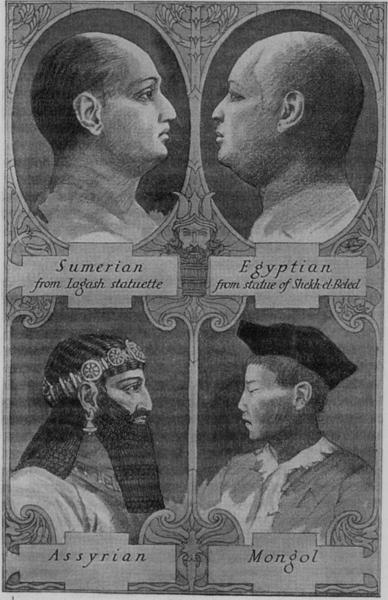
Razas de la Antigüedad. Ilustración de Ronald A. Mackenzie (1915).

El término es ampliamente utilizado por los especialistas en arqueología, historia antigua, arte antiguo y egiptología, y suele usarse acompañado de otros términos geográficos que dividen la región:
- Mesopotamia: incluye el actual Irak. Se divide en Baja Mesopotamia o Caldea (Sumeria y Babilonia) y Alta Mesopotamia o Asiria.
- Persia y Media: actual Irán, con límites difusos con el Cáucaso, el Asia Central y la India.
- Levante: incluye los actuales Israel y los Territorios Palestinos ―denominados conjuntamente como Canaán o Palestina―, Líbano ―denominado Fenicia―, y partes de Siria (fachada marítima y zona de Damasco) y Jordania (valle del Jordán), en ambos casos excluyendo la zona desértica que comunica con Mesopotamia y Arabia.
- Arabia preislámica: incluye los actuales Arabia Saudita, Yemen y los emiratos del Golfo Pérsico (Omán, Baréin, Emiratos Árabes Unidos, Catar y Kuwait), con límites difusos en la zona desértica de la actual Jordania y Siria (antiguos reinos de Palmira, Nabateos y Petra).
- Anatolia o Asia Menor: la parte asiática de la actual Turquía (antiguos reinos hititas, frigios y lidios). La costa anatólica del mar Egeo se denomina Jonia y pertenece al ámbito de la civilización griega. La zona europea de Turquía correspondía a los antiguos tracios.
- Antiguo Egipto, identificado con el delta y el valle del Nilo a partir de Asuán (aguas arriba se denomina Nubia, amplia región actualmente compartida con Sudán). El Antiguo Egipto se dividía en Bajo Egipto (delta del Nilo) y Alto Egipto (valle del Nilo).

Algunos académicos tiende a excluir a Egipto del área como una entidad diferenciada, pero las intensas relaciones políticas, económicas y culturales mantenidas con toda el área a partir del II milenio a. C., hacen esta segregación algo poco común.

## Problema histórico

### Imagen mítica

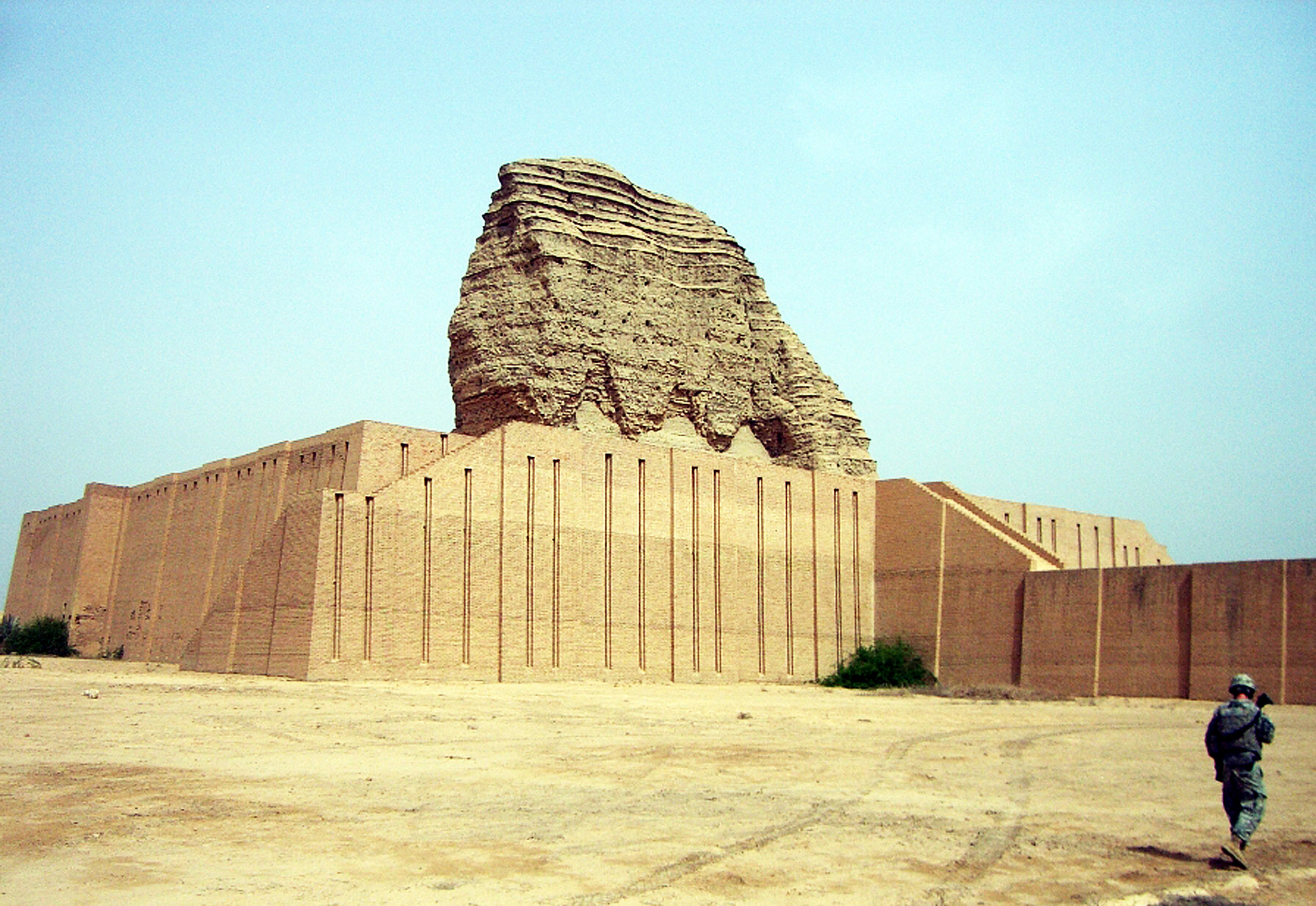
Ziqqurat de Aqar Quf. El cambio en la apreciación occidental de las antigüedades de Próximo Oriente.

Las culturas históricas preclásicas de Oriente Próximo se han reconstruido gracias a la documentación arqueológica y textual proporcionada por las excavaciones, que conforma además una aportación a los conocimientos históricos modernos. Antes se ignoraban sus vicisitudes, sus nombres, sus lenguas y sus escrituras, y ahora, tras el redescubrimiento, se tendrá que revisar constantemente para que no se vuelva a ignorar.
Ha sido en la cultura europea donde ha habido memoria sobre la historia del antiguo Oriente, pero se ha transmitido en un modo mítico.
El principal canal de transmisión ha sido el Antiguo Testamento, que se ha conservado a lo largo del tiempo, y supone una difusión hebrea y cristiana que surgió en el antiguo Oriente. Con este vínculo pudo pervivir la literatura oriental antigua y se le ha atribuido cierta autoridad y carisma. La unión del pueblo de Israel se ha transmitido gracias a la citación en el Antiguo Testamento, sobreviviendo a la época los caldeos, cananeos, filisteos.
El descubrimiento arqueológico del antiguo Oriente fue, en primer lugar, una forma para recuperar datos e imágenes del denominado «ambiente histórico» del Antiguo Testamento. Tras la llegada de la crítica histórica y textual, se demostró la veracidad del Antiguo Testamento. En cierto momento la mayoría de las investigaciones arqueológicas estuvieron motivadas gracias a la demostración de la veracidad del mismo, y se usaron con fines propagandísticos. Muchos de los filólogos, historiadores, arqueólogos y eruditos estaban motivados por ser judíos, pastores protestantes o sacerdotes católicos. Sin embargo, la corriente laica trajo consigo controversias y polémicas sobre Babel y Ebla.
Otro canal de transmisión fueron los autores clásicos, que representaron un mundo helénico, helenístico y romano. Con Heródoto se afianzó a Oriente como un lugar geométrico de polaridad respecto a Occidente. De esta forma se consolidaron los mitos del despotismo oriental, el inmovilismo tecnológico y cultural y la sabiduría oculta y mágica. Este paso de la antropología de la contraposición a la antropología de la diversidad se sigue dando en el historicismo y relativismo cultural, que es característico de la cultura moderna.
Al ir aumentando el conocimiento, se veía al antiguo Oriente como la cuna de la civilización, donde se pusieron los primeros medios tecnológicos y formas organizativas que han perdurado hasta la actualidad. El eje de la historia universal que se le ha dado al antiguo Oriente y al que siguen el modelo griego, romano, la Europa medieval y occidental le da un sentido unitario al desarrollo histórico, e implica la marginación de otras experiencias históricas.
Este planteamiento es veraz, ya que el origen del estado, las ciudades y la escritura y su transmisión se dieron por primera vez en el antiguo Oriente. El único problema que se plantea es la monogénesis de la cultura, que tuvo focos alternativos y quitó importancia a los demás cambios que se produjeron en otras instituciones, tecnologías e ideologías.
A su vez, al antiguo Oriente le precedieron una época prehistórica y otra época protohistórica, que fueron tan esenciales como el continuum del desarrollo, pero se le debe dar importancia por sus procesos de formación de las sociedades, su estructura compleja, sus papeles míticos y su cultura.

## Cronología
La cronología del Antiguo Oriente se fundamenta en inscripciones, textos con listas de reyes –las cuales sólo se han conservado parcialmente– y dataciones mediante carbono-14 de restos orgánicos.

### Anterior al V milenio a.C.
- Nabta Playa
- Sialk

### V milenio a.C.
- Merimdense
- Badariense

### IV milenio a.C.
- Cultura naqada
- Lagash
- Sumeria: Ur, Uruk, Kish
- Susa
- Civilización protoelamita

### III milenio a.C.
- Imperio antiguo de Egipto
- Imperio elamita
- Acad: Isin, Babilonia, Larsa
- Mari
- Amorritas
- Troya (niveles I a V)

### II milenio a.C.
- Imperio medio de Egipto
- Imperio nuevo de Egipto
- Babilonia
- Asiria
- Yamkhad
- Hititas
- Mitani
- Ishuwa
- Kizzuwatna
- Mari
- Hurritas
- Luvitas
- Levante: Ugarit, Kadesh, Megido, Reino de Israel, Arzawa, Lukka, Troya niveles VI a VII.
- (No están todas)